# Nazionale femminile di rugby a 7 della Scozia
La nazionale di rugby a 7 femminile della Scozia è la selezione femminile che rappresenta la Scozia a livello internazionale nel rugby a 7.
La selezione non partecipa stabilmente alle World Rugby Sevens Series femminili e finora non ha mai partecipato alla Coppa del Mondo di rugby a 7. A livello europeo compete nelle Sevens Grand Prix Series. Ha partecipato, su invito, ai France Sevens delle World Rugby Series 2019, classificandosi undicesima, al penultimo posto. Ha inoltre mancato la storica partecipazione alle World Rugby Sevens Series femminili 2019-2020, avendo perso la finale del torneo di qualificazione contro la selezione brasiliana.
Dal 2018 la selezione è allenata dall'ex capitano della selezione maschile di rugby a 7 della Scozia Scott Forrest.

## Partecipazioni ai principali tornei internazionali
- 2009: n.p.
- 2013: n.p.
- 2018: n.p.

- 2018-19: 12º posto

- 2018: 8º posto
- 2019: 5º posto

- 2014: 2º posto
- 2017: 1º posto